# سگ‌های خورشید
سگ‌های خورشید (انگلیسی: Sun Dogs) یک فیلم در ژانر درام و کمدی به کارگردانی جنیفر موریسون است که در سال ۲۰۱۷ منتشر شد.

## بازیگران
- ملیسا بنویست
- جنیفر موریسون
- مایکل آنگارانو
- الیسون جنی
- اریک کریستین اولسن
- اد اونیل